# Emirat Grenady
Emirat Grenady (arab. ‏إمارة غرﻧﺎﻃﺔ‎) – muzułmańskie królestwo na Półwyspie Iberyjskim, istniejące w latach 1237–1492. Powstało po zajęciu Grenady w 1237 przez Muhammada ibn Nasira. Od 1246 lenno Kastylii. Po 1248 jedyny muzułmański kraj na Półwyspie Iberyjskim. Symbolem świetności Grenady stał się pałac Alhambra. Pod koniec XIV wieku zaczął się okres wojen domowych i zmierzchu państwa. W 1410 Kastylijczycy zajęli Antequera, zaś w 1461 Aragonia odebrała emiratowi Gibraltar (zob. rekonkwista). W latach 80. emirowie podjęli próbę uniezależnienia się od Kastylii, jednak w 1492 Grenada została podbita.

## Emirowie Grenady z dynastiiNasrydów
- 1237[1]–1273: Muhammad I
- 1273–1302: Muhammad II
- 1302–1309: Muhammad III
- 1309–1314: Nasr
- 1314–1325: Ismail I
- 1325–1333: Muhammad IV
- 1333–1354: Jusuf I
- 1354–1359: Muhammad V
- 1359–1360: Isma'il II
- 1360–1362: Muhammad VI
- 1362–1391: Muhammad V
- 1391–1392: Jusuf II
- 1392–1408: Muhammad VII
- 1408–1417: Jusuf III
- 1417–1419: Muhammad VIII
- 1419–1427: Muhammad IX
- 1427–1429: Muhammad VIII
- 1429–1431: Muhammad IX
- 1432: Jusuf IV
- 1432–1445: Muhammad IX
- 1445: Muhammad X
- 1445–1446: Jusuf V
- 1446–1448: Muhammad X
- 1448–1453: Muhammad IX
- 1453–1455: Muhammad XI
- 1455–1462: Sad
- 1462: Jusuf V
- 1462–1464: Sad
- 1464–1482: Ali
- 1482–1483: Muhammad XII
- 1483–1485: Ali
- 1485–1487: Muhammad XIII
- 1487–1492: Muhammad XII